# Peter Bilý
Peter Bilý (Kassa, 1978 –) szlovák író, költő, műfordító és publicista.
1998-ban Rómában kezdett el filozófiát tanulmányozni, és az augustinus vallás közösségének tagjaként ideiglenes vallási fogadalmat tett. 2000-ben megszakította a tanulmányait, és elhagyta a vallási közösséget. Majdnem húsz évet élt külföldön, több mint 10 évig élt Spanyolországban, hosszú ideig Madridban dolgozott, 2013-tól pedig Máltán, jelenleg Pozsonyban lakik.
Szülőföldjén a könyvei számos nemzeti díjat nyertek, az olvasók által széles körben kedveltek. A munkái nem voltak viták és negatív reakciók nélkül az ország konzervatív köreitől, különösen a katolikus egyház részéről.

## Művei
Négy regény és négy verseskötet szerzője. Munkáit több nyelvre lefordították.

### Regények
- Démon svätosti (2004) A szentség démonja
- Vzbura anjelov (2005) Az angyalok lázadása
- Don Giovanni (2007) Don Giovanni
- Inzerát na život, ktorý som nechcel žiť (2012) Egy olyan élet bejelentése, amelyet nem akartam élni

### Verseskötetek
- Spomalené prítmie (2001) A lassú homály
- V zajatí obrazu (2002) A kép fogságában
- Insomnia (2003)[2] Álmatlanság
- Posledná siesta milencov (2006) A szerelmesek utolsó napja
- Nočné mesto (2009) Az éjszakai város

### Antológia
- Päť x päť. Antológia súčasnej slovenskej poézie (2012)[3] Öt x öt. A kortárs szlovák költészet antológiája

## Magyarul
- Szexodus (Démon svätosti); ford. Juhász Dósa János; Nap, Dunaszerdahely, 2005[4] ISBN 8089032745

## Műfordítóként
Magazinokban fordításokat publikált francia (Guillaume Apollinaire, Arthur Rimbaud), olasz (Pier Paolo Pasolini, Cesare Pavese, Giuseppe Ungaretti, Edoardo Sanguineti), spanyol nyelven (Federico García Lorca), de fordította a mexikói Octavio Paz, az amerikai Charles Bukowski és Raymond Carver műveit is.

## Díjai, elismerései
- Rudolf Sloboda Rubato-díj költői debütáló műért, 2001 (A lassú homály)
- Ivan Krasek-díj, 2001 (A lassú homály)
- Bžochová Pearl-díj 2. helyezettje, 2001 (Apollinaire-fordításért)
- Szlovák írók díja, 2004 (A szentség démonja)
- Knižná revue magazin díja: A 2007. év könyve (Don Giovanni)

## Fordítás
- Ez a szócikk részben vagy egészben  a   Peter Bilý című szlovák Wikipédia-szócikk ezen változatának fordításán alapul.  Az eredeti cikk szerkesztőit annak laptörténete sorolja fel. Ez a jelzés csupán a megfogalmazás eredetét és a szerzői jogokat jelzi, nem szolgál a cikkben szereplő információk forrásmegjelöléseként.